# Battaglia di Gilette
La battaglia di Gilette o combattimento di Gilette, ebbe luogo il 19 ottobre 1793 e vide la vittoria dell'esercito francese del generale Dugommier sull'esercito austro-piemontese del generale De Vins.

## Il primo combattimento di Gilette
Gli austro-piemontesi avevano le retrovie a Malaussène e Clans. Alla loro sinistra si trovavano Toudon, Revest, Bonson e Tourette. Alla loro destra si trovava la valle dell'Estéron a Sigale, Cuébris e Conségudes. Il collegamento era assicurato da Puget-Théniers e Ascros.
Il 30 settembre il generale De Vins ordinò al comandante Belmont di prendere Gilette con 4 000 uomini. Si tratta di una posizione strategica dalla quale è possibile, attraversando il Var al guado di Saint-Martin, scendere in sei ore e mezza di cammino verso Nizza. All'epoca non esisteva una strada che consentisse di aggirarlo lungo il Var attraverso il passo del Chaudan. I francesi difesero Gilette con una serie di trincee e una piccola guarnigione ridotta a duecento uomini dalle assenze e dalle malattie.
Gli austro-piemontesi sorpresero i francesi alle quattro del mattino. Catturarono la maggior parte dei venti uomini che sorvegliavano la ripida rupe di Cucuglia ed entrarono nel villaggio. Ma i Corsi asserragliati nel Castello di Aiguille si opposero con una pesante scarica di fucilate. Le guardie nazionali di Broc e Ferres accorsero. La sortita improvvisa dei Corsi suggellò la vittoria francese. Belmont venne catturato insieme a cinquanta dei suoi uomini.

## Rapporto del 22 ottobre 1793
Vantaggio riportato dall'armata d'Italia sui Piemontesi nell'affare di Gilette, il diciottesimo e diciannovesimo ottobre del secondo anno della Repubblica.
Gli attacchi dei nemici, più frequenti dall'arrivo degli inglesi, sono stati fino ad ora costantemente sfortunati. Quello che hanno intrapreso l'8 settembre, attaccando contemporaneamente tutti gli accampamenti occupati dalle nostre truppe, ha causato loro la perdita di molti uomini e ci ha prodotto 200 prigionieri, tra cui 14 ufficiali. Da allora non sono stati più fortunati e il vantaggio (sic) è sempre rimasto dalla nostra parte, quando hanno fatto dei tentativi.
I Piemontesi credendo finalmente che il momento fosse favorevole per realizzare il loro progetto e giudicando che la sinistra del nostro esercito non fosse in forze, il generale de Wins, alla testa di circa 4 000 uomini, quasi tutti austriaci, e sei pezzi di cannone, marciò il 16 ottobre su questa sinistra, dove, dopo aver preso il controllo di tutte le posizioni che potevano intercettare la nostra comunicazione con il posto di Gilette, il punto principale su cui voleva dirigere il suo attacco e che era difeso da soli 700 uomini, senza cannoni, il nemico venne a impadronirsi del villaggio di Conségudes, da dove il debole distaccamento si era già ripiegato su quello di Ferres. Tentò di prendere il controllo di quest'ultimo. Cento uomini, comandati dal capitano Campan, formavano l'intera forza di questo villaggio. Questo ufficiale, nel richiedere rinforzi che gli furono presto inviati dal comandante di battaglione Martin, scrisse che era risoluto a scagliarsi sul nemico con la baionetta, se fosse rimasto senza cartucce. Diversi parlamentari gli erano già stati inviati per intimargli la resa, ma la sua fermezza e le sue energiche risposte, facendo perdere al nemico la speranza di sottometterlo, costrinsero quest'ultimo a dirigere tutte le sue forze verso Gilette, la cui conquista gli divenne tanto più importante in quanto gli avrebbe facilitato l'esecuzione dei suoi piani sul ponte del Varo.
Il 18 ottobre, il nemico si concentrò solo sull'accerchiamento di Gilette, che era effettivamente così circondato che non era più possibile penetrare alcunché. Questo posto fu attaccato al mattino e bombardato vigorosamente per 10 ore consecutive. Poiché questo cannoneggiamento servì solo a consumare le sue munizioni, decise alle 4 del pomeriggio di prenderlo con la forza e, a tal fine, marciò più di 1 200 uomini che furono così ben accolti dal fuoco di Gilette e del castello che presto si ritirarono e fuggirono. Il comandante di battaglione, che era al comando lì, e le cui truppe erano già a corto di munizioni e si erano ridotte all'uso di pietre, fece una sortita così tempestiva contro di loro che fece 88 prigionieri. Questo vantaggio sembrò essere il momento favorevole per introdurre nel posto munizioni da guerra e viveri. Il comandante di battaglione Martin colse l'occasione per passargliene alcune. Avendo avuto successo questa audace mossa, fornì alla postazione di Gilette i mezzi per sostenere l'attacco che il nemico, ancora molto superiore numericamente, sembrava che avrebbe fatto il giorno dopo.
Il generale Dugommier, comandante dell'ala sinistra dell'armata d'Italia, giunta il giorno prima con rinforzi, ai quali si erano aggiunti quelli inviati dal comandante in capo, giudicando dal modo in cui era impegnato Gilette che la migliore linea d'azione da intraprendere fosse quella di attaccare il nemico il giorno dopo per liberare questo posto, prese le sue disposizioni di conseguenza.
Divise la sua truppa in tre colonne:

i cacciatori del 28° e quelli del 50° reggimento, comandati dal capitano Parral, formavano quella di destra.
I cacciatori del 91° e quelli dell'11°, comandati dal capitano Guillot, formavano quella al centro e
Il cittadino Cazabonne, alla testa della compagnia libera di Clairac, formava quella di sinistra.
Questa truppa non contava più di 500 uomini.
Le colonne, partite alle 4 del mattino del 19 ottobre, sebbene fossero sottoposte a diverse raffiche di fuoco da parte del nemico, marciarono sempre con la massima intrepidezza senza sparare un solo colpo, in conformità con l'ordine che avevano di sparare solo quando si trovavano a tiro di pistola del nemico.
La compagnia libera di Clairac, giunta a questa distanza, ricevuto l'ordine di sparare, sparò in fila, seguita da una carica, con la baionetta in avanti. In quel momento in questo posto furono uccisi solo due austriaci, alcuni feriti e alcuni prigionieri fatti. I restanti nemici stavano guadagnando a tutta velocità la prima ridotta. Allora la colonna centrale, unitasi a quella di sinistra, li inseguì e si gettò insieme nel trinceramento, nel quale tutti soccombettero o si diedero alla fuga.
Nel frattempo, l'ala destra circondava il nemico, il quale, vedendosi in parte circondato e inseguito con un pesante fuoco di fucileria fino al ridotto dove si trovava il cannone, depose le armi e si arrese. Dopo aver preso tutti i ridotti, i nostri coraggiosi cacciatori, dopo aver fornito una scorta sufficiente per portare via i prigionieri, in numero di 500, raggiunti poco dopo dalla guarnigione di Gilette, inseguirono il nemico per più di una lega e mezza sulle montagne, facendone una grande carneficina che non terminò fino al calar della notte e mettendoli in rotta completa.
Questa vittoria è notevole tanto per il coraggio dei nostri coraggiosi repubblicani quanto per la grande sproporzione dei combattenti, poiché circa 4 000 uomini, muniti di sei cannoni, trincerati su alture vantaggiose, furono completamente sconfitti e messi in rotta da 500 uomini che fecero 600 prigionieri, tra cui 22 ufficiali, tra i quali il principe di Marsico-Nuovo, figlio dell'inviato di Napoli alla corte di Torino. Si stima che il numero dei morti e dei feriti in questo incidente sia di 800 uomini. Presero tre cannoni, un numero considerevole di fucili, cartucce e altri effetti personali.
Devo assicurarvi, in verità, che questo resoconto non è esagerato, ma piuttosto molto accurato, e che tra i morti e i feriti ci furono al massimo solo 35 uomini. Non ci soffermeremo sulle lodi dei leader o dei coraggiosi repubblicani che hanno guidato in battaglia. Tutti si comportarono in modo tale da mostrare ai despoti alleati a quali vette di coraggio l'amore per la Libertà può portare coloro che combattono sotto le sue bandiere.
Il nemico, lo stesso giorno dell'attacco alla postazione di Gilette, creò una deviazione sulla destra del nostro esercito. Un colpo di cannone, sparato a mezzanotte, fu il segnale. Alle 4 del mattino attaccarono tutte le nostre postazioni avanzate che li attendevano. L'aiutante generale Macquard, comandante dell'accampamento, dopo aver marciato con un cannone da 4 libbre ed essere avanzato, sparò alcuni colpi di cannone che produssero il miglior effetto nel costringere una colonna nemica, che stava avanzando sulla strada principale per Saorgio, a ritirarsi e a fuggire.
Le nostre truppe, accortesi di ciò, lasciarono il loro trinceramento, si scagliarono sul nemico con le baionette inastate e presero il posto che occupavano alla sinistra dei cacciatori corsi con tale impetuosità che furono costretti a battere in ritirata per fermare la ritirata (sic) del soldato che li avrebbe condotti al campo che i nemici occupavano sulle alture, dove sarebbero inevitabilmente soccombuti. Il coraggio che mostrarono quel giorno non doveva essere ignorato dall'esercito. Il numero dei nemici uccisi è di 15 uomini, mentre i feriti sono numerosi. Furono fatti sette prigionieri, tra cui un ufficiale piemontese, trasportato a Breglio, ivi morì per le ferite riportate. Abbiamo avuto 11 feriti lievi, tra cui un ufficiale dei volontari della Drôme.»
(Nizza, il 1º giorno del 2º mese del 2º anno della Repubblica francese una e indivisibile. Il Capo di stato maggiore dell'armata d'Italia,
Firmato: GAUTHIER KERVEGUERN.)